# Bernard Talvard
Bernard Gérard Talvard (ur. 8 października 1947 w Melun) – francuski florecista, trzykrotny medalista olimpijski i pięciokrotny medalista mistrzostw świata.
Na igrzyskach olimpijskich w Monachium w 1972 roku reprezentacja Francji w składzie: Jean-Claude Magnan, Daniel Revenu, Christian Noël, Gilles Berolatti i Bernard Talvard zdobyła drużynowo brązowy medal. W zawodach indywidualnych odpadł w półfinałach. Na rozgrywanych cztery lata później igrzyskach olimpijskich w Montrealu wywalczył brązowy medal w turnieju indywidualnym. W rundzie finałowej wygrał 3 z 5 pojedynków, ostatecznie plasując się za Włochem Fabio Dal Zotto i Aleksandrem Romankowem z ZSRR. Parę dni później wspólnie z Danielem Revenu, Christianem Noëlem, Didierem Flamentem i Frédérikiem Pietruszką zdobył drużynowo kolejny brązowy medal.
Podczas mistrzostw świata w Montrealu w 1967 roku wywalczył brązowy medal indywidualnie, plasując się za Wiktorem Putiatinem z ZSRR i Węgrem Jenő Kamutim. Na mistrzostwach świata w Wiedniu w 1971 roku Jean-Claude Magnan, Bernard Talvard, Christian Noël, Daniel Revenu i Bruno Boscherie zdobyli złoty medal. Następnie zdobył drużynowo brązowy medal na mistrzostwach świata w Grenoble w 1974 roku oraz złoty podczas mistrzostw świata w Budapeszcie rok później. Na ostatniej z tych imprez zdobył również srebrny medal, plasując się za Christianem Noëlem.

## Osiągnięcia
Konkurencja: floret
Igrzyska olimpijskie
- indywidualnie (1976); drużynowo (1972, 1976)